# Robert Lewis Fullarton Boyd
Sir Robert Lewis Fullarton Boyd (* 19. Oktober 1922 in Saltcoats, Ayrshire; † 5. Februar 2004) war ein britischer Physiker, Astronom und Pionier der Weltraumforschung in Großbritannien.
Boyd studierte am Imperial College London mit dem Bachelor-Abschluss als Elektroingenieur 1943, war danach bis 1946 als wissenschaftlicher Offizier in der Abteilung Minen der britischen Admiralität – wo er auch seinen Mentor  Harrie Massey kennenlernte –  und anschließend bis 1949 als Forschungsassistent im Department of Scientific and Industrial Research. 1949 wurde er am University College London (UCL) in Physik promoviert (New Techniques for the Study of Ionized Gases) und setzte seine Forschung über Plasmen auf Anregung von Massey an Weltraumplasmen mithilfe von Skylark-Raketen fort, wobei er auch Instrumente entwickelte. 1952 wurde er Lecturer, 1959 Reader und von 1962 bis zur Emeritierung 1983 war er dort Professor für Physik am UCL. Außerdem war er in Teilzeit 1961 bis 1967 Professor für Astronomie bei der Royal Institution.
Boyd baute die Weltraumforschung am UCL auf. Seine Forschung entwickelte sich von Beobachtungen in der Ionosphäre über die der Röntgenstrahlung der Sonne zu kosmischen Röntgenquellen. Ein wichtiger Schritt dazu war die britisch-US-amerikanische Ariel-I-Raumfahrtmission von 1962, die erste solche internationale wissenschaftliche Kollaboration im Weltraum. Danach kam es zu weiteren Projekten mit der NASA. Er gründete 1965 das Mullard Space Science Laboratory (MSSL) des UCL in Holmbury St. Mary – benannt nach der Firma Mullard, die die Gründung durch eine Spende ermöglichte – und war bis 1983 dessen Direktor. Von dort wurde lange Zeit im Mittel eine Mission pro Jahr auf Orbitkurs geschickt. Boyd initiierte auch ein Beobachtungsprogramm der Erde vom Weltraum aus. 1976 wurde er als Nachfolger von Harrie Massey Leiter des britischen nationalen Komitees für Weltraumforschung. Er war an der Gründung der European Space Agency und deren Vorläufer beteiligt.
1969 wurde er Fellow der Royal Society, deren Bakerian Lecture er 1978 hielt. 1983 wurde er geadelt, 1972  CBE und 1988 wurde er Fellow des UCL. Von 1964 bis 1966 war er Vizepräsident der Royal Astronomical Society. Von 1977 bis 1980 war er Vorsitzender der Sparte Astronomie, Weltraumforschung und Radio des Science Research Council. 1979 wurde er Ehrendoktor der Heriot-Watt University. 1981 war er Halley Lecturer in Oxford und 1976 IEE Appleton Lecturer.
Er war christlich engagiert und Präsident des Victoria Institute und des London Bible College.
Sein Hobby war die Restaurierung von Rolls-Royce- und Bentley-Fahrzeugen. Er war zweimal verheiratet und hatte zwei Söhne und eine Tochter.